# Chamaedorea elegans
Chamaedorea elegans, también conocida como camaedorea, pacaya o palmera de salón, es una especie de pequeña palmera perteneciente a la familia Arecaceae. Es muy popular como planta de interior.

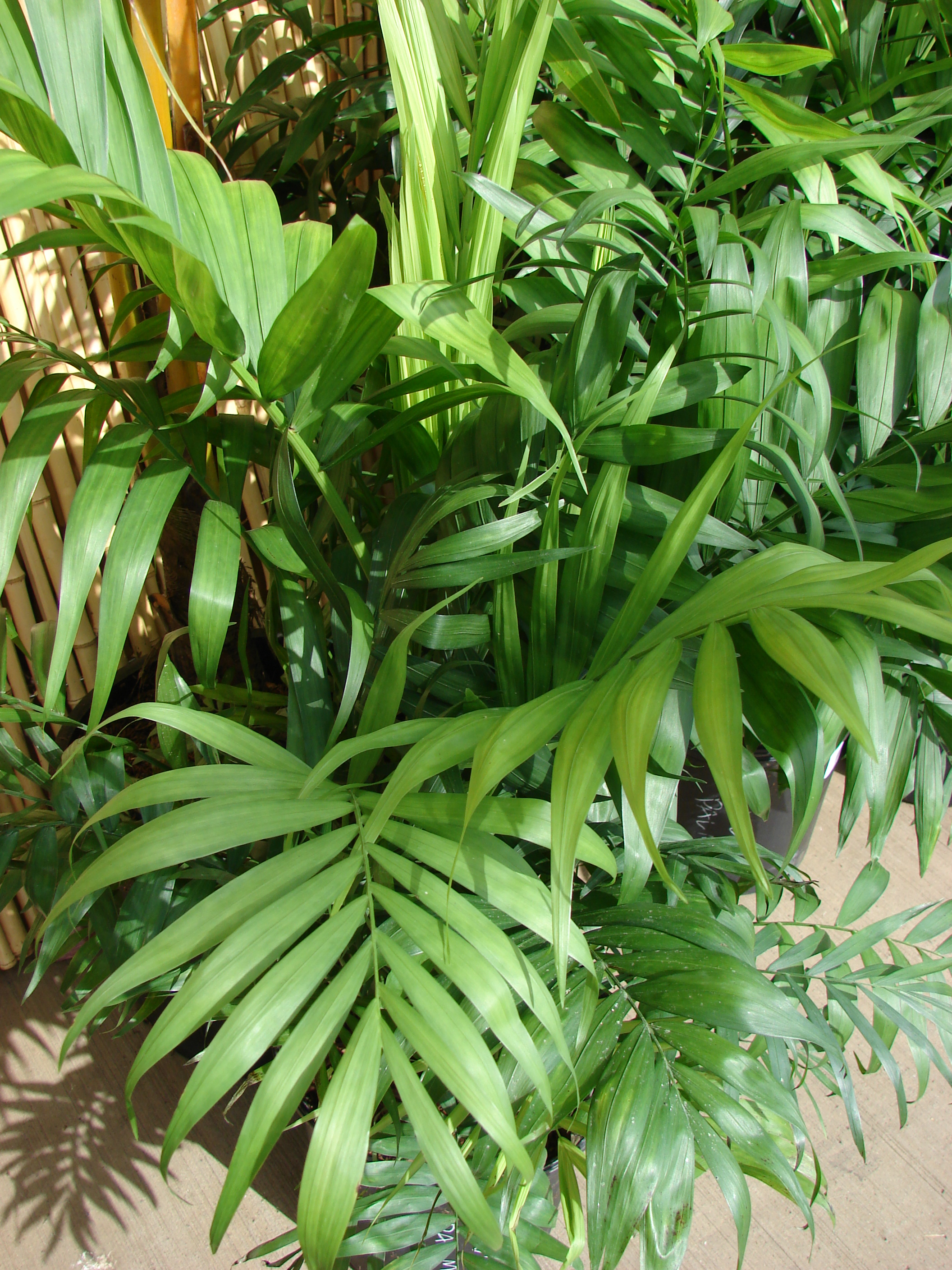
Chamaedorea elegans

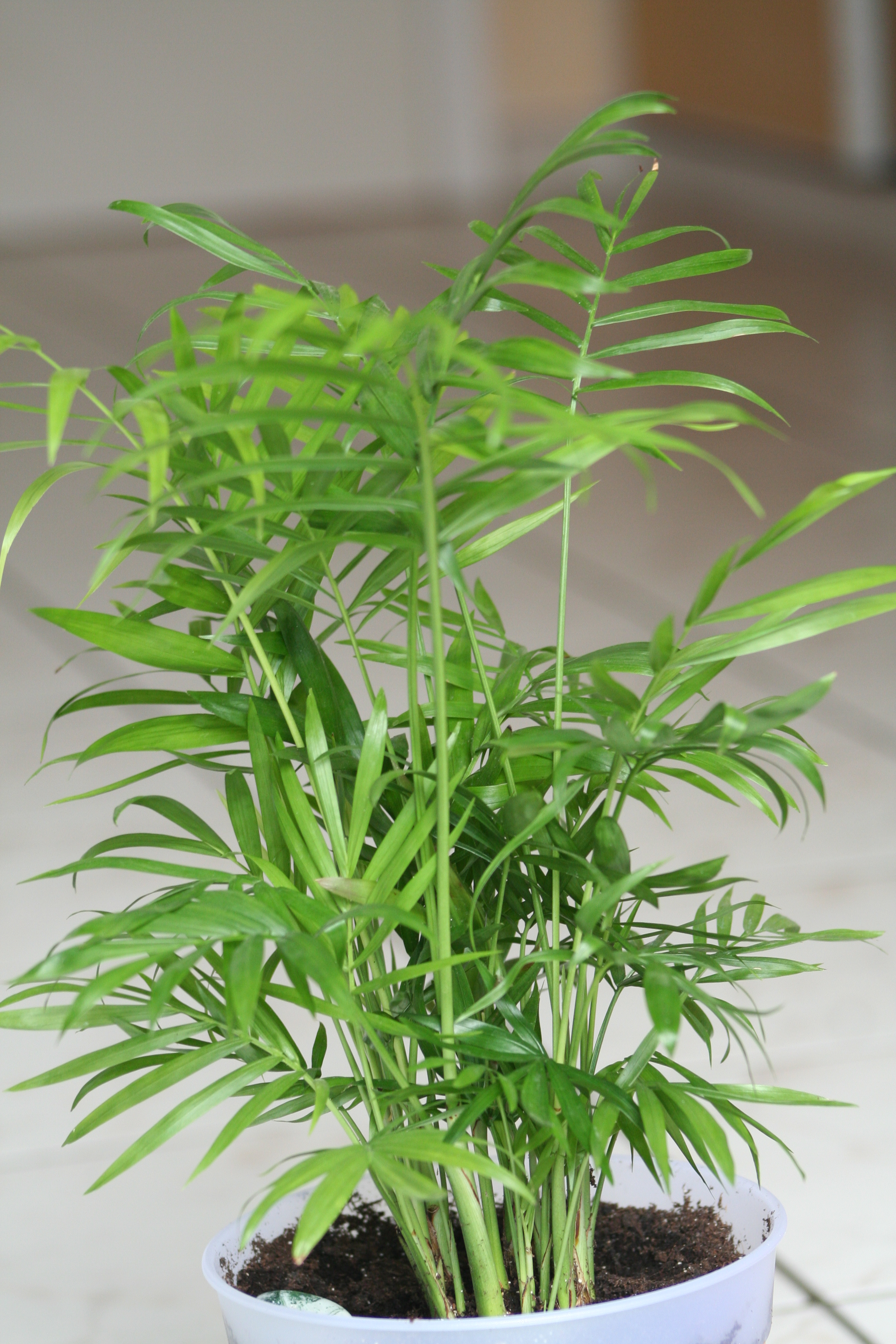
Planta joven

## Descripción
Es una pequeña palmera que crece hasta los 2 m de altura con tallos delgados como la caña de azúcar. Sus hojas recuerdan a la Howea forsteriana (kentia), una variedad mucho más delicada y lenta en cuanto a crecimiento.
Sus flores surgen del tronco como brotes laterales y se abren en forma de racimos de pequeñas bolitas, sin pétalos ni un colorido especial. En los ejemplares usados como decoración, estos brotes comúnmente se cortan ya que se consideran carentes de atractivo.

## Distribución
En estado salvaje, se encuentra en Belice,  México, el Golfo de México, Chiapas. Hidalgo, Oaxaca, Puebla, San Luis Potosí, Tabasco, Veracruz. Guatemala, en Huehuetenango, Alta Verapaz y Petén.
Debido a su resistencia en comparación con la kentia, se desarrolla con éxito en interiores medianamente iluminados y no requiere calefacción. 

## Cultivo y usos
Chamaedorea elegans crece a menudo en interiores, y era especialmente popular en la época victoriana, cuando se pusieron de moda los invernaderos de plantas exóticas.  Es originaria de las selvas tropicales de América en México y Guatemala.  Crece un máximo de dos metros de altura con un crecimiento lento, si bien más rápido que la kentia, de la cual se puede considerar un sustitutivo en funciones decorativas ya que es más resistente que aquella y más económica. Prefiere moderada a alta humedad. Puede ser cultivada con poca luz, pero crece mejor con luz brillante indirecta.

## Taxonomía
Chamaedorea elegans fue descrita por Carl Friedrich Philipp von Martius y publicado en  Linnea 5: 204–205, en el año 1830.
Etimología
Chamaedorea: nombre genérico que deriva de las palabras griegas: χαμαί (chamai), que significa "sobre el terreno", y δωρεά (dorea) , que significa "regalo", en referencia a las frutas fácilmente alcanzadas en la naturaleza por el bajo crecimiento de las plantas.
elegans es un epíteto latino que significa "elegante".
Sinonimia
- Chamaedorea deppeana Klotzsch
- Chamaedorea elegans var. angustifolia M.Martens & Galeotti
- Chamaedorea helleriana Klotzsch
- Chamaedorea humilis (Liebm. ex Oerst.) Mart.
- Chamaedorea pulchella Linden
- Collinia deppeana Klotzsch
- Collinia elegans (Mart.) Liebm. ex Oerst.
- Collinia humilis Liebm. ex Oerst.
- Kunthia deppii Zucc.
- Neanthe bella O.F.Cook
- Neanthe elegans (Mart.) O.F.Cook
- Neanthe neesiana O.F.Cook
- Nunnezharia elegans (Mart.) Kuntze
- Nunnezharia humilis (Liebm. ex Oerst.) Kuntze
- Nunnezharia pulchella (Linden) Kuntze[3][4]

## Nombres comunes
- Idioma español: 
  - Collinia
  - Pacaya o pacaia (en Guatemala)
  - Pacayito o pacaíto (en Guatemala)
  - Xate (pronunciado /sháte/ o /yáte/) en Guatemala
  - Kiik (Guatemala)
  - Tepejilote
  - Palma camedor
  - Pesmilla
  - Palmilla de hojas angostas
  - Palmita camedor
  - Palma fina
  - Tutchast (en México)